# تپه امامزاده دشت عباس
تپه امامزاده دشت عباس مربوط به هزاره سوم و ۴ قبل از میلاد است و در شهرستان دهلران، بخش موسیان، دهستان دشت عباس، روستای دشت عباس واقع شده و این اثر در تاریخ ۱۵ دی ۱۳۸۷ با شمارهٔ ثبت ۲۴۰۳۸ به‌عنوان یکی از آثار ملی ایران به ثبت رسیده است.